# Гекнаумахи
Гекнаумахи (дарг. Гекнаумахьи) — село в Левашинском районе Дагестана. Входит в состав сельского поселения Сельсовет Мекегинский.

## География
Расположено в 15 км к юго-востоку от районного центра села Леваши, на реке Капрах.

## Население
| 1970 | 1989 | 2002 | 2010 | 2021 |
| ---- | ---- | ---- | ---- | ---- |
| 41   | ↘4   | ↘0   | →0   | →0   |